# Antoine Hastoy
Pour l’écrivaine française, voir Gracianne Hastoy.

a Compétitions nationales et continentales officielles uniquement.

b Matchs officiels uniquement.
Dernière mise à jour le 19 juillet 2025.
Antoine Hastoy, né le 4 juin 1997 à Bayonne (Pyrénées-Atlantiques), est un joueur international français de rugby à XV qui joue au poste de demi d'ouverture — et occasionnellement à l'arrière — au Stade rochelais.
Il remporte la Champions Cup en 2023 avec le Stade rochelais.  

## Biographie

### Jeunesse et formation
Dès l'âge de 4 ans, Antoine Hastoy développe une passion pour le rugby à XV en regardant les matches internationaux à la télévision. N'ayant pas l'âge requis pour débuter au rugby, il commence par pratiquer la gymnastique, la natation et le judo.
A l'âge de 6 ans, Antoine Hastoy commence le rugby au RC Billère ASPTT Lescar. Sa mère, Sophie Lesgourgues, et son beau-père déménagent ensuite à Garlin. En conséquence, Antoine Hastoy intègre le centre de formation de la Section paloise à partir de la catégorie minimes en 2011,. Au centre de formation de la Section, il rejoint son ami Lucas Rey.
Hastoy a toujours évolué au poste d'ouvreur, et avait pour idole de jeunesse Dan Carter.
Antoine Hastoy s'initie au but à partir de 2014 en catégorie Cadets, en suivant les conseils de Frédéric Manca.

### Carrière en club

#### Section paloise (2015-2022)
Antoine Hastoy commence sa carrière professionnelle sous les couleurs de son club formateur le 21 mai 2016, lors de la 24e journée de la saison 2015-2016 de Top 14 , sous la tutelle de Simon Mannix. Malheureusement, la Section s'incline face au Racing, sur le score de 43-13.
En septembre 2018, au cours de la saison 2018-2019, Hastoy a obtenu sa première titularisation en Top 14 contre le SU Agen. Auparavant, il n'avait joué que des courtes périodes lors de la saison précédente (2017-2018), à l'exception d'une titularisation à Clermont-Ferrand, qui s'était soldée par une défaite 38-14.
En juin 2019, Antoine Hastoy a prolongé son contrat avec la Section paloise jusqu'en 2023. Hastoy a en effet progressivement pris de l'importance au sein de l'effectif depuis 2018, devenant un titulaire régulier, malgré la présence dans l'effectif sectionniste du All Black Colin Slade. Durant la saison 2019-2020, il a été titulaire à 15 reprises sur les 19 matchs auxquels il a participé, toutes compétitions confondues.
Lors de la saison 2020-2021, Hastoy s'est démarqué en devenant le troisième meilleur réalisateur du Top 14, avec 280 points inscrits en 22 matchs. Sous les couleurs de la Section, Antoine Hastoy a réussi à surpasser la concurrence du champion du monde Elton Jantjies, qui avait rejoint le club après la retraite de Slade. Ses performances remarquables avec les Sectionnistes, dans un contexte sportif difficile pour le club, ont conduit à sa première convocation dans l'effectif de l'équipe de France pour la tournée en Australie.
En septembre 2021, Antoine Hastoy a annoncé son départ de la Section paloise à la fin de la saison, un an avant la fin de son contrat initial qui courait jusqu'en 2023. Il exprime son désir de relever de nouveaux défis dans sa carrière.
Hastoy rejoint finalement La Rochelle pour la saison 2022-2023.

#### Stade rochelais (depuis 2022)
Antoine Hastoy dispute son premier match officiel avec le Stade rochelais lors de la première journée de la saison 2022-2023 de Top 14 face à Montpellier HR en tant que titulaire à l'ouverture et inscrit quatorze points. Le 4 mars 2023, il retrouve le Stade du hameau face à la Section paloise où il inscrit 26 points dont un essai de 70 mètres après une interception. Dès sa première saison, son équipe se qualifie en finale de la Champions Cup, où elle affronte le Leinster. Pour cette rencontre, il est titulaire à l'ouverture et inscrit douze points au pied permettant à son équipe de l'emporter sur le score de 27 à 26. Le Stade rochelais remporte ainsi la compétition pour la deuxième fois consécutive,. Antoine Hastoy termine quant à lui meilleur réalisateur de cette édition de la Champions Cup avec 97 points marqués, devançant Ross Byrne qui en a marqué 92.
À l'issue de cette saison, il est nommé pour l'Oscar d'Or aux Oscars du Midi olympique, récompensant le meilleur joueur français de la saison.

### Carrière internationale
Antoine Hastoy a parcouru l'ensemble des catégories de sélection française, commençant dès les moins de 16 ans et progressant jusqu'aux moins de 19 ans,.
En 2021, sous les couleurs de la Section paloise, il a été nommé cinquième partenaire d'entraînement du XV de France lors de la préparation du Tournoi des Six Nations 2021.
Cette même année, il a été convoqué par le sélectionneur Fabien Galthié pour participer à la tournée d'été en Australie avec l'équipe nationale. Il obtient sa première sélection lors du troisième test, où il a été titularisé face à l'Australie, réalisant une performance impressionnante malgré la défaite finale (30-33),. Sa position au sein de la hiérarchie des ouvreurs de l'équipe de France s'en trouve affirmée, ce qui lui a valu d'être de nouveau convoqué pour la a tournée d'automne face à l'Argentine, la Géorgie et la Nouvelle-Zélande.
Lors du Tournoi des Six Nations 2022, il fait partie du groupe France en préparation pour le tournoi, bien qu'il n'ait pas eu l'opportunité de disputer un seul match.
En juin 2022, Antoine Hastoy a obtenu sa deuxième sélection lors d'un match contre l'équipe du Japon au Japon, contribuant à une victoire avec un score de 42 à 23.
À la fin de la saison 2021-2022, il a été sélectionné par Fabien Galthié pour représenter les Barbarians britanniques lors d'un match contre l'Angleterre, où il a été titulaire et a marqué un essai, contribuant à la victoire de son équipe sur le score de 21 à 52,.
En janvier 2023, il a été rappelé en équipe de France pour participer au  Tournoi des Six Nations 2023, bien qu'il n'ait pas eu l'occasion de jouer dans cette compétition,.
Fin juin 2023, Antoine Hastoy est inclus dans une liste de 42 joueurs en préparation pour la Coupe du monde 2023. À la suite de la blessure de Romain Ntamack, qui est en tête de la hiérarchie des demis d'ouverture devant Matthieu Jalibert, Hastoy a été confirmé dans la liste officielle des 33 joueurs qui représentent la France dans cette compétition. Lors de la deuxième journée face à l'Uruguay, il inscrit le premier essai de la rencontre en faveur des Bleus.  
Fin février 2024, il est convoqué pour préparer la quatrième journée du Tournoi des Six Nations après n'avoir pas fait partie de la sélection lors des trois premières journées.

## Statistiques

### En club
| Saison                | Saison                | Championnat | Championnat | Championnat | Championnat | Championnat | Championnat | Championnat | Compétitions de l'EPCR | Compétitions de l'EPCR | Compétitions de l'EPCR | Compétitions de l'EPCR | Compétitions de l'EPCR | Compétitions de l'EPCR | Compétitions de l'EPCR |
| Saison                | Saison                | Compétition | M           | Pts         | Ess.        | Pén.        | Tr.         | Dp.         | Compétition            | M                      | Pts                    | Ess.                   | Pén.                   | Tr.                    | Dp.                    |
| --------------------- | --------------------- | ----------- | ----------- | ----------- | ----------- | ----------- | ----------- | ----------- | ---------------------- | ---------------------- | ---------------------- | ---------------------- | ---------------------- | ---------------------- | ---------------------- |
| 2015-2016             | Section paloise       | Top 14      | 2           | -           | -           | -           | -           | -           | Challenge européen     | -                      | -                      | -                      | -                      | -                      | -                      |
| 2017-2018             | Section paloise       | Top 14      | 5           | 2           | -           | -           | 1           | -           | Challenge européen     | 5                      | 2                      | -                      | -                      | 1                      | -                      |
| 2018-2019             | Section paloise       | Top 14      | 20          | 59          | 2           | 13          | 5           | -           | Challenge européen     | 6                      | 19                     | -                      | 3                      | 5                      | -                      |
| 2019-2020             | Section paloise       | Top 14      | 17          | 139         | 1           | 34          | 16          | -           | Challenge européen     | 2                      | 9                      | -                      | 1                      | 3                      | -                      |
| 2020-2021             | Section paloise       | Top 14      | 22          | 280         | 3           | 67          | 32          | -           | Challenge européen     | -                      | -                      | -                      | -                      | -                      | -                      |
| 2021-2022             | Section paloise       | Top 14      | 23          | 250         | 8           | 48          | 30          | 2           | Challenge européen     | -                      | -                      | -                      | -                      | -                      | -                      |
| Total Section paloise | Total Section paloise | Top 14      | 89          | 730         | 14          | 162         | 84          | 2           | Challenge européen     | 13                     | 30                     | 0                      | 4                      | 9                      | -                      |
| 2022-2023             | Stade rochelais       | Top 14      | 20          | 232         | 3           | 47          | 38          | -           | Champions Cup          | 8                      | 97                     | 1                      | 14                     | 25                     | -                      |
| 2023-2024             | Stade rochelais       | Top 14      | 21          | 146         | 2           | 26          | 29          | -           | Champions Cup          | 6                      | 64                     | 1                      | 11                     | 13                     | -                      |
| Total Stade rochelais | Total Stade rochelais | Top 14      | 41          | 378         | 5           | 73          | 67          | -           | Champions Cup          | 14                     | 161                    | 2                      | 25                     | 38                     | -                      |

### Internationales
| Année | Compétition    | Matchs | Points | Essais | Transf. | Drops | Pénal. |
| ----- | -------------- | ------ | ------ | ------ | ------- | ----- | ------ |
| 2021  | Test matchs    | 1      | -      | -      | -       | -     | -      |
| 2022  | Test matchs    | 1      | -      | -      | -       | -     | -      |
| 2023  | Test matchs    | 2      | -      | -      | -       | -     | -      |
| 2023  | Coupe du monde | 1      | 5      | 1      | -       | -     | -      |
| 2024  | Test matchs    | 2      | 20     | -      | 4       | -     | 4      |
| 2025  | Test matchs    | 3      | 5      | -      | 1       | 1     | -      |
| Total | Total          | 10     | 30     | 1      | 5       | 1     | 4      |

| Numéro | Date              | Lieu                                   | Adversaire | Compétition         | Résultat | Score |
| ------ | ----------------- | -------------------------------------- | ---------- | ------------------- | -------- | ----- |
| 1      | 14 septembre 2023 | Stade Pierre Mauroy, Villeneuve-d'Ascq | Uruguay    | Coupe du monde 2023 | Victoire | 27-12 |

## Palmarès

### En club
- Section paloise
  - Finaliste du Championnat de France espoirs en 2018

- Stade rochelais
  - Vainqueur de la Champions Cup en 2023
  - Finaliste du Championnat de France en 2023

### Distinctions personnelles
- Meilleur réalisateur de la Champions Cup en 2023 (97 points)